# Flughafen Qaqortoq

i7
i11
i13
Der Flughafen Qaqortoq ist ein geplanter Flughafen in Qaqortoq im südlichen Grönland.

## Lage
Der Flughafen soll etwa 5,5 km nördlich des Stadtzentrums von Qaqortoq liegen und über eine etwa 6,5 km lange Straße mit der Stadt verbunden werden.

## Geschichte
Bereits in den 1990er Jahren wurde ein Flughafen in Qaqortoq geplant. Ganz Südgrönland verfügt bis heute nur über den Flughafen Narsarsuaq im Flughafendorf Narsarsuaq, von dem aus alle anderen Orte in der Region mit Hubschraubern angeflogen werden.
Anfang 2013 wurde ein Zeitplan für den Bau des Flughafens veröffentlicht, nach dem die Bauarbeiten 2015 beginnen und 2018 abgeschlossen werden sollten. Ende 2014 begann der Bau der Straße, die zum Flughafen führen soll, auch wenn noch keine konkreten Pläne für den Flughafen existierten. Ein Gutachten von Anfang 2015 ergab, dass der Bau des neuen Flughafens negative Folgen für die Bewohner in Narsarsuaq sowie für den Tourismus in der Region haben würde, da die geplante Bahnlänge von 1199 m geringer als die in Narsarsuaq sein würde und dadurch keine Direktflüge aus Dänemark mehr durchgeführt werden könnten. Im Dezember 2015 beschloss das Parlament die Weiterführung des Flughafenprojekts. Mitte 2016 wurde das Staatsunternehmen Kalaallit Airports gegründet, das den Bau der neuen Flughäfen in Qaqortoq, Nuuk und Ilulissat übernehmen sollte. Im Mai 2017 wurden Architekten gebeten, Entwürfe für den Flughafen in Qaqortoq einzureichen. Im August 2017 wurden Pläne für die Finanzierung der Flughäfen präsentiert. Nach einem im November 2017 veröffentlichten Zeitplan sollte der Bau des Flughafens nun im Frühjahr 2019 beginnen und 2022 abgeschlossen werden.
Erst im November 2018 wurde der Bau der drei Flughäfen für 3,6 Mrd. Kronen vom Parlament abgesegnet, wobei Qaqortoq eine 1500 m lange Landebahn erhalten sollte. Kurz darauf gab Kalaallit Airports einen neuen Zeitplan bekannt, nach dem die Bauarbeiten an der Landebahn 2020 und am Terminal 2021 beginnen sollten und der Flughafen Ende 2023 eröffnet werden kann. Anfang 2020 wurden fünf Bauunternehmen beauftragt, mit Projektvorschlägen für den Flughafen zu kommen, bevor im Mai 2020 ein Vertrag unterschrieben werden sollte. Da keiner der Vorschläge finanzierbar war, wurde der Auftrag im August 2020 zurückgezogen. Stattdessen wurde erwogen, die geplante Landebahn auf 1199 m zu verkürzen. Im Januar 2021 wurden dieselben fünf Unternehmen erneut um Projektvorschläge gebeten. Im Juni 2021 wurde bekanntgegeben, dass erneut keines der Angebote finanziell zu stemmen war. Ein Gutachten ergab, dass mit Kosten in Höhe von 1044 Mio. Kronen gerechnet werden muss, wobei das Budget von Kalaallit Airports bei nur 669 Mio. liegt. Dazu würde auch der Betrieb des Flughafens wirtschaftlich nicht rentabel sein.

### Bauarbeiten
Mit dem Ende 2021 beschlossenen Haushaltsplan sicherte die Regierung die Finanzierung des Flughafens mit seiner ursprünglichen Bahnlänge. Im Februar 2022 wurde ein Vertrag mit der kanadischen Baufirma Pennecon eingegangen.
Von April bis zur Winterpause Ende November 2025 wurden große Fortschritte erzielt: Die Piste, das Vorfeld und die Rollbahn sind weitgehend fertiggestellt, und die ersten Asphaltierungsarbeiten haben bereits begonnen. Auch der Bau von Stromleitungen, Entwässerungssystemen und Zufahrtsstraßen läuft auf Hochtouren.

### Eröffnung 2026
Dennoch ist der künftige Regionalflughafen mit einer Pistenlänge von 1500 Metern noch nicht einsatzbereit. Die Arbeiten im Freien sollen im April wieder aufgenommen werden, während im Terminal noch der Innenausbau ansteht. Die Eröffnung des Flughafens Qaqortoq ist für 2026 geplant.